# Achilleo di Larissa
Achilleo, o Achilio (in latino Achilleus o Achilius; III secolo – IV secolo), fu vescovo di Larissa; è venerato come santo dalla Chiesa cattolica e dalla Chiesa ortodossa, che lo commemorano il 15 maggio.

## Biografia
Nato da famiglia patrizia e cresciuto sotto l'impero di Costantino I, ebbe un'ottima educazione, basata sulle dottrine classiche ma anche sui fondamenti del cristianesimo.
Alla morte dei genitori, lasciò i propri beni ai poveri e raggiunse la Palestina per visitare il Santo Sepolcro. Seguì poi un pellegrinaggio a Roma, dove raggiunse le tombe dei santi Pietro e Paolo e, ispirato al loro esempio, partì per evangelizzare i pagani.
Arrivato a Larissa, in Tessaglia, accettò la carica di vescovo essendo la diocesi locale vacante. In questa veste, Achilleo confermò la sua indole pietosa attraverso varie opere di carità: fondò, tra l'altro, un ospedale e un ospizio per gli anziani.
Nel 325 partecipò al Concilio di Nicea per combattere l'eresia ariana. Tornando, passò per Costantinopoli dove fu accolto dal patriarca Metrofane e dall'imperatore Costantino, il quale gli offrì fondi per altre opere pie. Giunto a Larissa, fece abbattere tutti i templi pagani rimasti sostituendoli con luoghi di culto cristiani.
Si distinse inoltre come fautore di miracoli e guarigioni ed è per questo ricordato come il Taumaturgo.
Dopo la sua morte fu sepolto a Larissa ma, temendo le invasioni dei Bulgari, nel 978 le spoglie furono trasportate sull'isola di Prespa nell'omonimo lago, in Macedonia, che da allora si chiamò Achilli.